# سامي ترووغتون
سامي ترووغتون (بالإنجليزية: Sammy Troughton)‏ هو لاعب كرة قدم ومدرب كرة قدم جنوب أفريقي في مركز الوسط، ولد في 27 مارس 1964 في ليسبورن في المملكة المتحدة. لعب مع أورلاندو بيراتس وغلينتوران وماميلودي صن داونز ونادي جومو كوزموز ونادي كروسيدرز ووولفرهامبتون واندررز.